# Lijst van parken en reservaten in het Australisch Hoofdstedelijk Territorium
Onderstaande lijst vermeldt de parken en reservaten van het Australisch Hoofdstedelijk Territorium en het daarmee verbonden Jervisbaaiterritorium.

## Botanische tuinen
B

Booderee (Jervisbaaiterritorium)

## Nationale parken
B

Booderee (Jervisbaaiterritorium)
N

Namadgi

## Natuurreservaten
B

Bullen
C

Canberra
G

Gigerline
L

Lower Molonglo
M

Molonglo Gorge
S

Stony Creek
T

Tidbinbilla
W

Woodstock